# 石垣牛

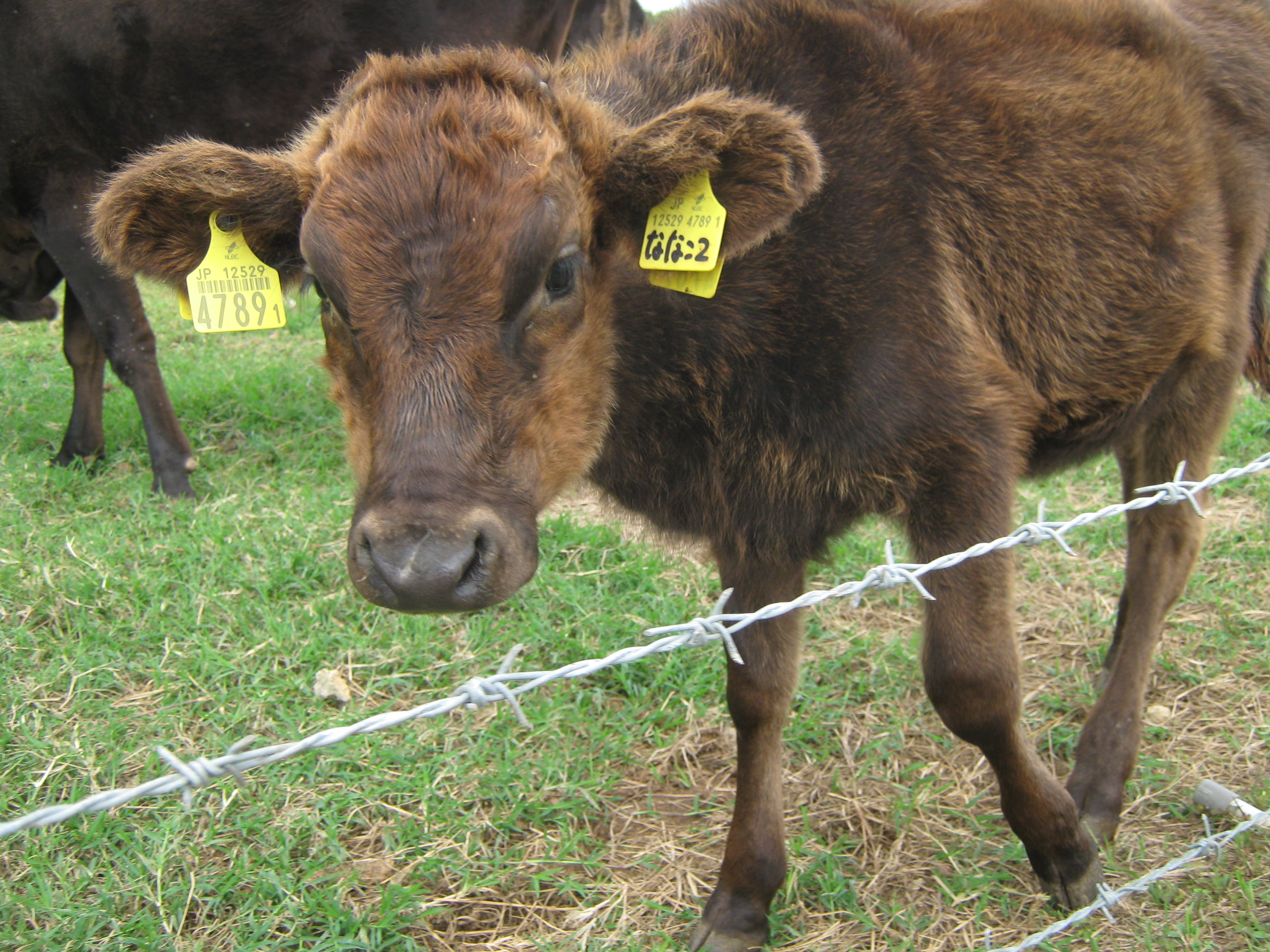
八重山列島・黒島の子牛

石垣牛（いしがきぎゅう、いしがきうし）は、沖縄県石垣市及び八重山郡（竹富町、与那国町）で生産・育成され、一定の条件を満たす黒毛和種の牛肉である。

## 沿革
日本の最南端に位置する八重山諸島では、温暖な気候を活かして、畜産業、特に牛の生産が盛んである。
1970年（昭和45年）頃には「石垣牛」として大阪や名古屋の市場に出荷されていたといわれ、1987年（昭和62年）には「石垣牛」の名称が用いられた記録がある。ただし、八重山諸島で生産された牛は松阪牛のような有名産地に素牛として出荷されることが多く、牛肉としてのブランドは確立していなかった。名称も、石垣黒牛、八重山黒牛等の候補もあったが、1997年（平成9年）に石垣牛に統一して使用するようになった。そして、2000年（平成12年）7月の九州・沖縄サミットの晩餐会でメインディッシュとして供されたことをきっかけに、ブランド牛肉としての知名度が向上した。
また、流通に関しては、かつては市場規模が大きい名古屋等への出荷が中心であったが、石垣牛の生産の中心である沖縄県農業協同組合（JAおきなわ）が2003年（平成15年）から県内・島内での販売に力を入れ、1年でほぼ全量を県内で販売するようになり、2005年（平成17年）には島内が9割を占めるようになった。2018年（平成30年）現在では、JA石垣牛肥育部会は島内のみに出荷しており、このような地産地消の取り組みが評価されて、第47回日本農業賞「集団組織の部」特別賞を受賞している。一方、その評価は八重山諸島内にとどまらず、2017年（平成29年）の第2回銘柄牛肉好感度コンテストでは最優秀賞を受賞している。
石垣牛は、図形と組み合わせたマークとして2002年（平成14年）に商標登録され、2008年（平成20年）4月11日には地域団体商標として登録されている（商標登録第5127806号）。
日本全国に石垣牛肉を円滑に流通を促進させる為、2021年3月4日都道府県会館（東京）にて石垣牛流通協議会が発足した。
[2021年3月4日琉球新報]
初代協議会長に株式会社ニイチク 取締役 植村光一郎が就任した。

## 定義
JAおきなわでは、以下の条件を満たす枝肉を石垣牛と定義している。
- 八重山郡（石垣市を含む。以下同じ）内で生産及び育成されたことを示す登記書及び生産履歴証明書を有すること
- 生後概ね20ヶ月以上八重山郡内で肥育されたこと
- 純粋の黒毛和種の去勢牛または雌牛であること
- 去勢牛で24-35ヶ月、雌牛で24-40ヶ月の範囲に出荷されたこと
- 日本食肉格付協会の格付で、歩留等級がAまたはB、肉質等級が5-2等級であること
  - このうち、肉質等級が5-4等級のものが「特選」、3-2等級のものが「銘産」とされる

|             |   | 歩留等級       | 歩留等級       | 歩留等級 |
| A           | B | C              |                |          |
| ----------- | - | -------------- | -------------- | -------- |
| 肉 質 等 級 | 5 | 「特選」石垣牛 | 「特選」石垣牛 |          |
| 肉 質 等 級 | 4 | 「特選」石垣牛 | 「特選」石垣牛 |          |
| 肉 質 等 級 | 3 | 「銘産」石垣牛 | 「銘産」石垣牛 |          |
| 肉 質 等 級 | 2 | 「銘産」石垣牛 | 「銘産」石垣牛 |          |
| 肉 質 等 級 | 1 |                |                |          |

上記の定義を満たした枝肉には、石垣牛ラベルを貼付することができる。